# ماري آن بيفان
ماري آن بيفان (بالإنجليزية: Mary Ann Bevan)‏، واسمها الحقيقي ماري آن وبستر، كانت «أبشع امرأة في العالم» في بداية القرن العشرين بعد أن تضخمت أطرافها. وُلدت في في 20 ديسمبر 1874 في إسكس بإنجلترا في عائلة بها ثمانية أطفال. عملت ممرضة في جزء كبير من شبابها. وفي عام 1903، تزوجت من بائع الزهور توماس بيفان، وأنجبا أربعة أطفال.

## حياتها
وُلدت ماري في عام 1874، وكانت شابة جميلة تعمل مُمرضة بإحدى مستشفيات بريطانيا وتزوجت وأنجبت بعد زواجها أربعة أطفال قبل ظهور المرض عليها. وحينما بلغت عامها الثاني والثلاثين أصيبت بمرض ضخامة الأطراف، وهي مُتلازمة تنتج عند زيادة إفراز هرمون النمو (GH) من قِبل الفص الأمامي للغدة النخامية، حيث تتغير ملامح الوجه كلّيّاّ وتبدأ الأطراف في التضخم مما سبّب لها ملامح غير مُحببة وتشوه. وكانت تعاني من صداع مستمر وأصيبت بضعف حاد في البصر وآلام مُبرحة في العضلات والمفاصل.
بعد وفاة زوجها فجأة بعد 11 عامًا من زواجهما ومع مرضها الشديد، كان لازمًا عليها أن تنفق على أولادها وتلبّي كل متطلباتهم. وتراكمت عليها الديون وبسبب مرضها الشديد، طُردت من العمل ومع إحباطها واحتياجها المادي لم تستسلم واشتركت بمسابقة أبشع امرأة في العالم، وكانت لا تظهر الحزن أمام الناس. وكسبت الجائزة المهينة، التي قدرت بـ 50 دولار فقط. وبعدها، أخذوها معهم إلى السيرك ليتجولوا بها في جميع مدن بريطانيا كي يراها الناس. وقدّم لها السيرك عرضًا أن تعمل معهم وبالفعل وافقت لشدة احتياجها للمال وكسب السيرك المبالغ الطائلة بسبب الإعلان عن رؤية الحائزة بلقب أبشع امرأة في العالم. وتهافت الزوار على السيرك لرؤية السيدة التي كانت تتألم نفسيًا بسبب الضحك والسخرية من هيئتها كما كانت تتألم بسبب مرضها حيث كان من شروط العمل بالسيرك سير مسافة كبيرة على الأقدام كي تقدم عرضها.
بالرغم من كل السخرية والألم التي عانت منها ماري، استطاعت أن تربي أبنائها وتعلمهم، وكانت تقول لأبنائها وسط البكاء الليلي هل أستحق أن أكون أم صالحة أم الجمال ما يصنع الأم الصالحة. وكان الأطفال يقومون برمي الحجارة والأوراق عليها في السيرك لأنها مُخيفة، وينادونها بالوحش المُخيف وكانت تبكي أمامهم، ولكنها استمرت لأجل أبنائها حتى ماتت أثناء تقديم أحد العروض عام 1933، حيث سقطت وسط السيرك وصفق لها الجمهور واعتقد أنها تمثّل لهم، وتضحكهم.